# Fort Beaufort
Fort Beaufort är en stad i Amatoledistriktet i Östra Kapprovinsen i Sydafrika, och hade cirka 25 000 invånare vid folkräkningen 2011. Fort Beaufort grundades 1837 och blev stad 1883. Den ligger där floderna Kat och Brak flyter samman mellan floderna Keiskamma och Great Fish. Staden fungerar som ett mindre studenthem för akademisk personal och studerande på University of Fort Hare i det näraliggande Alice. Det finns även svavelkällor i närheten.

## Historik
Fort Beaufort började som en missionsstation som Joseph Williams från London Missionary Society startade 1816. 1822 byggde Maurice Scott från Royal Warwickshire Regiment ett blockhus omkring fem kilometer från missionsstationen som en militärpost och ett fäste mot räder från Xhosafolket. Britterna namngav det efter hertigen av Beaufort.
Efter det sjätte xhosakriget godkände Benjamin d'Urban att ett fort skulle byggas på platsen för blockhuset. 1839 påbörjades bygget av vad som troligen är världens enda martellotorn i inlandet. Tornet färdigställdes 1846. I dag är originalhaubitsen monterad på en vagn på taket som ger 360 graders fritt skjutfält. Tornet har restaurerats efter att ha fungerat som offentlig toalett under en tid.
Under det åttonde xhosakriget (1850-1853) gjorde antibrittiska styrkor misslyckade attacker mot tornet som ockuperades av brittiska styrkor till 1870.